# 2003 في التشيك
فيما يلي قوائم الأحداث التي وقعت خلال عام 2003 في التشيك.

## سياسة

### تعيين في المنصب
- 7 مارس – فاتسلاف كلاوس رئيس جمهورية التشيك.

### انتهاء فترة المنصب
- 2 فبراير – فاتسلاف هافيل رئيس جمهورية التشيك.
- 7 مارس – فاتسلاف كلاوس عضو برلمان التشيك ‏.

## رياضة
- 1 يناير – جائزة التشيك الكبرى للدراجات النارية 2003

## وفيات

### يناير
- 16 يناير – ألفرد كانتور (مواليد 1923) فنان تشيكي.

### فبراير
- 9 فبراير – فيرا رالستون (مواليد 1923)

### أكتوبر
- 21 أكتوبر – توماش بوسبيشال (مواليد 1936) لاعب كرة قدم تشيكي.

### ديسمبر
- 29 ديسمبر – فريدريك لانغ (مواليد 1915)